# WhatsApp
WhatsApp Messenger ali WhatsApp je ameriška storitev za takojšnje sporočanje in VoIP telefonijo v lasti Meta Platforms z istoimensko brezplačno aplikacijo za različne operacijske sisteme. Uporabnikom omogoča pošiljanje besedilnih in glasovnih sporočil, glasovne in video klice ter deljenje fotografij, dokumentov in druge vsebine. Aplikacija WhatsApp deluje na mobilnih napravah, a je dostopna tudi iz namiznih računalnikov, če je uporabnik povezan z internetom, medtem ko uporablja mobilno aplikacijo. Za prijavo uporabnik potrebuje svojo telefonsko številko. Januarja 2018 je WhatsApp izdal samostojno aplikacijo WhatsApp Business, ki naj bi bila namenjena lastnikom malih podjetij in jim s pomočjo aplikacije omogočala komunikacijo s strankami.
Aplikacijo je ustvaril WhatsApp Inc. iz Mountain Viewa v Kaliforniji, ki jo je februarja leta 2014 kupil Facebook za približno 19,3 milijarde USD. Do leta 2015 je postala najbolj priljubljena aplikacija za komuniciranje na svetu in ima od februarja 2020 več kot 2 milijardi uporabnikov. WhatsApp je postal glavno sredstvo internetne komunikacije v Latinski Ameriki, indijski podcelini ter večjem delu Evrope in Afrike.